# Secrets de famille (téléfilm, 2010)
Secrets de famille (My Family's Secret) est un téléfilm canadien réalisé par Curtis Crawford et diffusé en 2010.

## Fiche technique
- Titre original : My Family's Secret
- Scénario : Christine Conradt
- Durée : 89 min
- Pays :  Canada

## Résumé
Grady souffre de troubles dissociatifs de la personnalité. Lara ne sait pas qu'elle a mis en colère la plus dangereuse des personnalités.

## Distribution
- Nicholle Tom (V. F. : Hélène Bizot) : Lara Darcie
- Dylan Neal (V. F. : Pierre Tessier) : Jason Darcie
- Peter MacNeill : Paul Darcie
- Cinthia Burke : Candy Wickson
- Janet Laine-Green (V. F. : Pascale Jacquemont) : June Shaeffer
- Paul McCarthy-Boyington (V. F. : Éric Aubrahn) : William
- Philip Riccio (V. F. : Yoann Sover) : Grady Darcie
- Christopher Wyllie (V. F. : Vincent de Bouard) : Jake
- Daniel Simpson : Shawn
- Anna-Marie Frances Lea : Jenny Snyder
- Claudia Jurt : infirmière Carla
- Todd Duckworth : Dr Mickelson
- Teri Loretto : Maria Dinelli
- Evan Welchner : Boris
- Gregory Wilson : Joseph
- Namukasa Basudde : Tess
- Gracie Orr : Kara Lynn
- Sante Scaletta : Jason jeune
- Maxime Marcil : Grady jeune

Source et légende : Version française (V. F.) sur RS Doublage